# La Côte (Haute-Saône)
Pour les articles homonymes, voir La Côte.
La Côte est une commune française située dans le département de la Haute-Saône, la région culturelle et historique de Franche-Comté et la région administrative Bourgogne-Franche-Comté.

## Géographie

### Localisation
Le village se trouve à environ 6 kilomètres de Lure et 10 km de Ronchamp, entre Palante et Malbouhans.
La surface sur laquelle le village s'étend forme une sorte de cuvette en deux pentes qui ont comme intersection la route de Lure-Ronchamp. La nappe phréatique est relativement peu profonde. La commune est essentiellement entourée de forêt (sapin, chêne et hêtre). Le village est desservi par deux routes principales formant une intersection au carrefour de l'église. Derrière la Poste s'étendent de très vastes terrains plats.

### Topographie

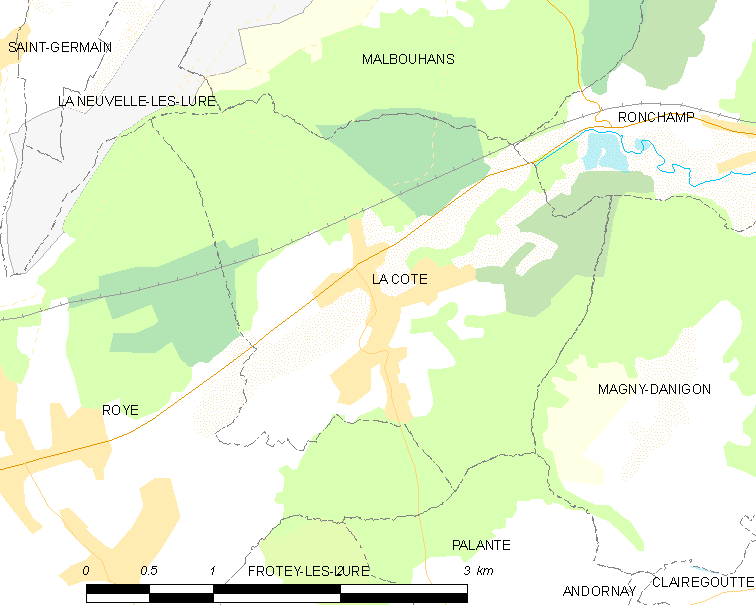
Le territoire communal dans son contexte local.

### Géologie
La Côte est construite sur le plateau de Haute-Saône dans la dépression sous-vosgienne et s'appuie sur le versant méridional du massif des Vosges. Le territoire communal repose sur le bassin houiller stéphanien sous-vosgien.

### Hydrographie

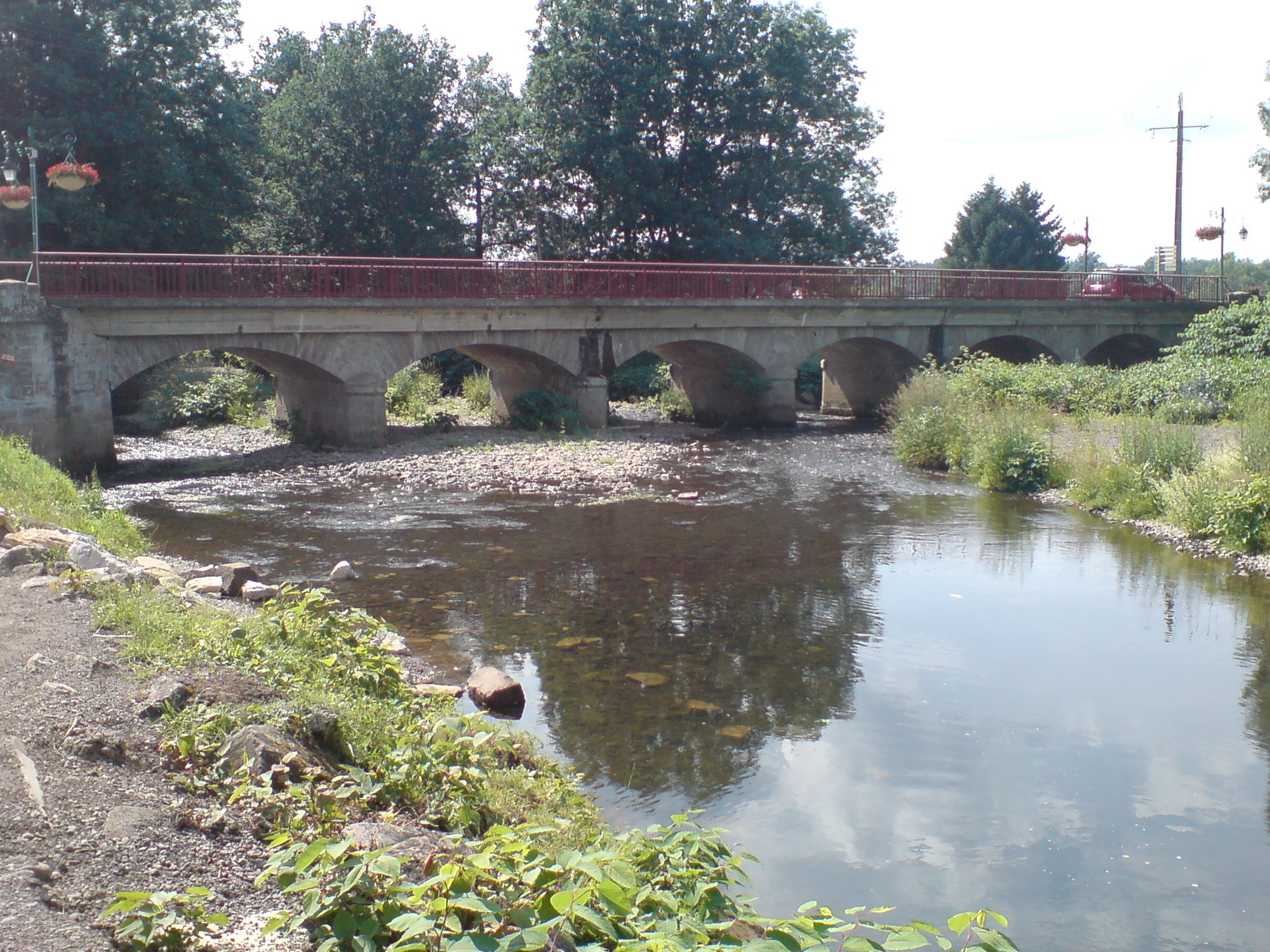
Le Rahin à La Côte.

Au centre du village, à côté de l'école s'écoule le Rahin qui est alimenté par le ruisseau de l'étang de Malbouhans. Il est bordé sur sa rive gauche par des terrains agricoles inondables. Malgré les sécheresses, celui-ci n'est quasiment jamais à sec. Quelques étangs sont éparpillés sur la commune. On pratique la pêche dans l'un d'eux.

### Climat
Pour des articles plus généraux, voir Climat de la Bourgogne-Franche-Comté et Climat de la Haute-Saône.
En 2010, le climat de la commune est de type climat de montagne, selon une étude du Centre national de la recherche scientifique s'appuyant sur une série de données couvrant la période 1971-2000. En 2020, Météo-France publie une typologie des climats de la France métropolitaine dans laquelle la commune est exposée à un climat semi-continental et est dans la région climatique Lorraine, plateau de Langres, Morvan, caractérisée par un hiver rude (1,5 °C), des vents modérés et des brouillards fréquents en automne et hiver.
Pour la période 1971-2000, la température annuelle moyenne est de 10,1 °C, avec une amplitude thermique annuelle de 17 °C. Le cumul annuel moyen de précipitations est de 1 285 mm, avec 13,6 jours de précipitations en janvier et 10,6 jours en juillet. Pour la période 1991-2020, la température moyenne annuelle observée sur la station météorologique de Météo-France la plus proche, « Étobon », sur la commune d'Étobon à 9 km à vol d'oiseau, est de 10,7 °C et le cumul annuel moyen de précipitations est de 1 272,5 mm. 
La température maximale relevée sur cette station est de 38,5 °C, atteinte le 24 juillet 2019 ; la température minimale est de −18 °C, atteinte le 1er mars 2005,,.
Les paramètres climatiques de la commune ont été estimés pour le milieu du siècle (2041-2070) selon différents scénarios d'émission de gaz à effet de serre à partir des nouvelles projections climatiques de référence DRIAS-2020. Ils sont consultables sur un site dédié publié par Météo-France en novembre 2022.

## Urbanisme

### Typologie
Au 1er janvier 2024, La Côte est catégorisée commune rurale à habitat dispersé, selon la nouvelle grille communale de densité à sept niveaux définie par l'Insee en 2022.
Elle est située hors unité urbaine. Par ailleurs la commune fait partie de l'aire d'attraction de Lure, dont elle est une commune de la couronne,. Cette aire, qui regroupe 33 communes, est catégorisée dans les aires de moins de 50 000 habitants,.

### Occupation des sols
L'occupation des sols de la commune, telle qu'elle ressort de la base de données européenne d’occupation biophysique des sols Corine Land Cover (CLC), est marquée par l'importance des forêts et milieux semi-naturels (59 % en 2018), une proportion identique à celle de 1990 (59 %). La répartition détaillée en 2018 est la suivante : 
forêts (58,5 %), zones agricoles hétérogènes (18,1 %), prairies (12,9 %), zones urbanisées (9,9 %), milieux à végétation arbustive et/ou herbacée (0,5 %). L'évolution de l’occupation des sols de la commune et de ses infrastructures peut être observée sur les différentes représentations cartographiques du territoire : la carte de Cassini (XVIIIe siècle), la carte d'état-major (1820-1866) et les cartes ou photos aériennes de l'IGN pour la période actuelle (1950 à aujourd'hui).

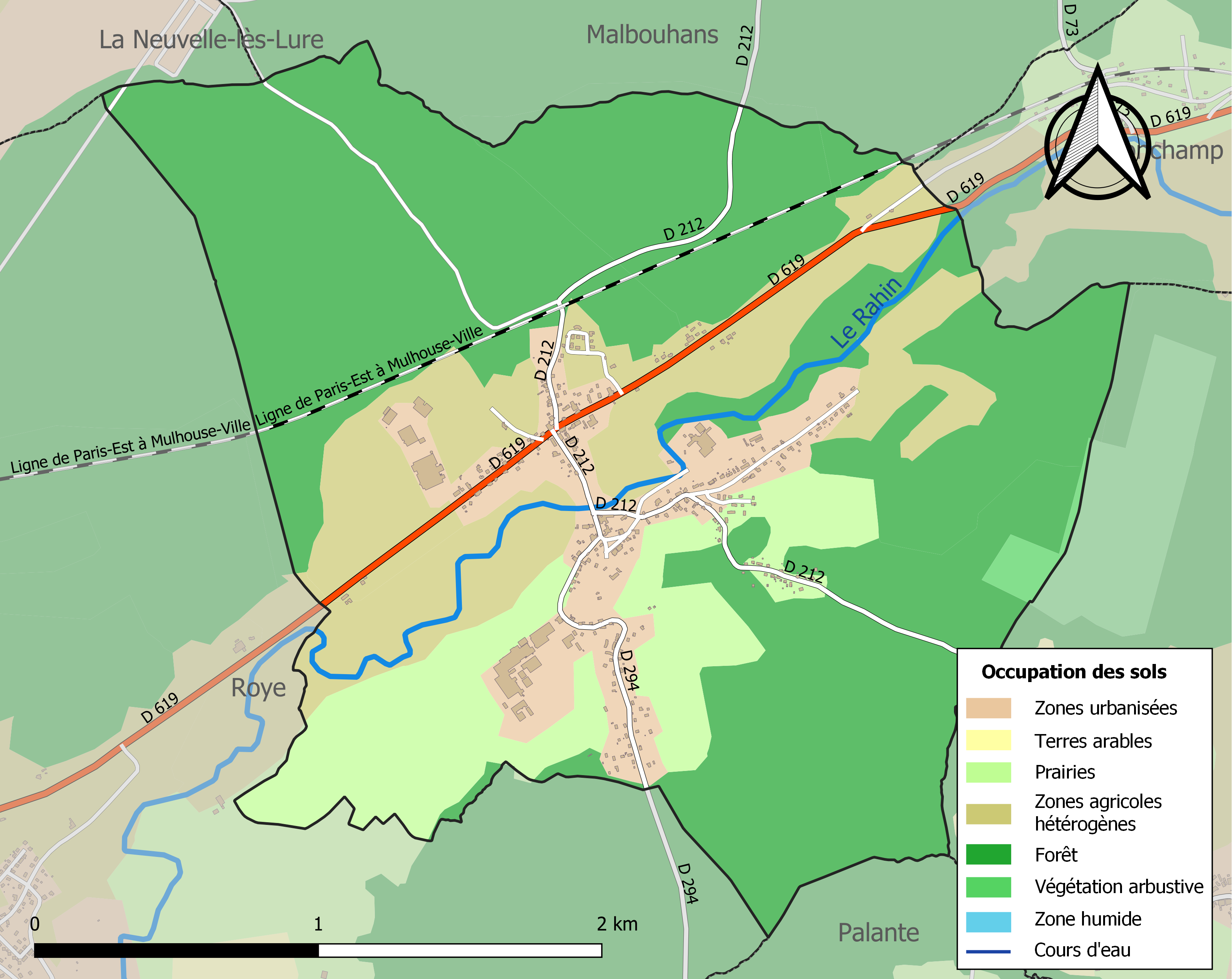
Carte des infrastructures et de l'occupation des sols de la commune en 2018 (CLC).

### Projet d'aménagement et paysage
La commune fait partie du plan local d'urbanisme intercommunal (PLUi) de la communauté de communes du pays de Lure (CCPL), document d'urbanisme de référence pour la commune et toute l'intercommunalité approuvé le 26 juin 2018. La Côte fait également partie du SCOT du pays des Vosges saônoises, un projet de territoire visant à mettre en cohérence l'ensemble des politiques sectorielles, notamment en matière d’habitat, de mobilité, d’aménagement commercial, d’environnement et de paysage.

### Voies de communication et transport
La commune est traversée par la ligne de Paris-Est à Mulhouse-Ville et la RD 619. Les Lignes Saônoises intègrent La Côte à leur réseau.

### Risques naturels et technologiques
La commune est installée au 3/4 sur une zone inondable en cas de crue du Rahin.

## Toponymie

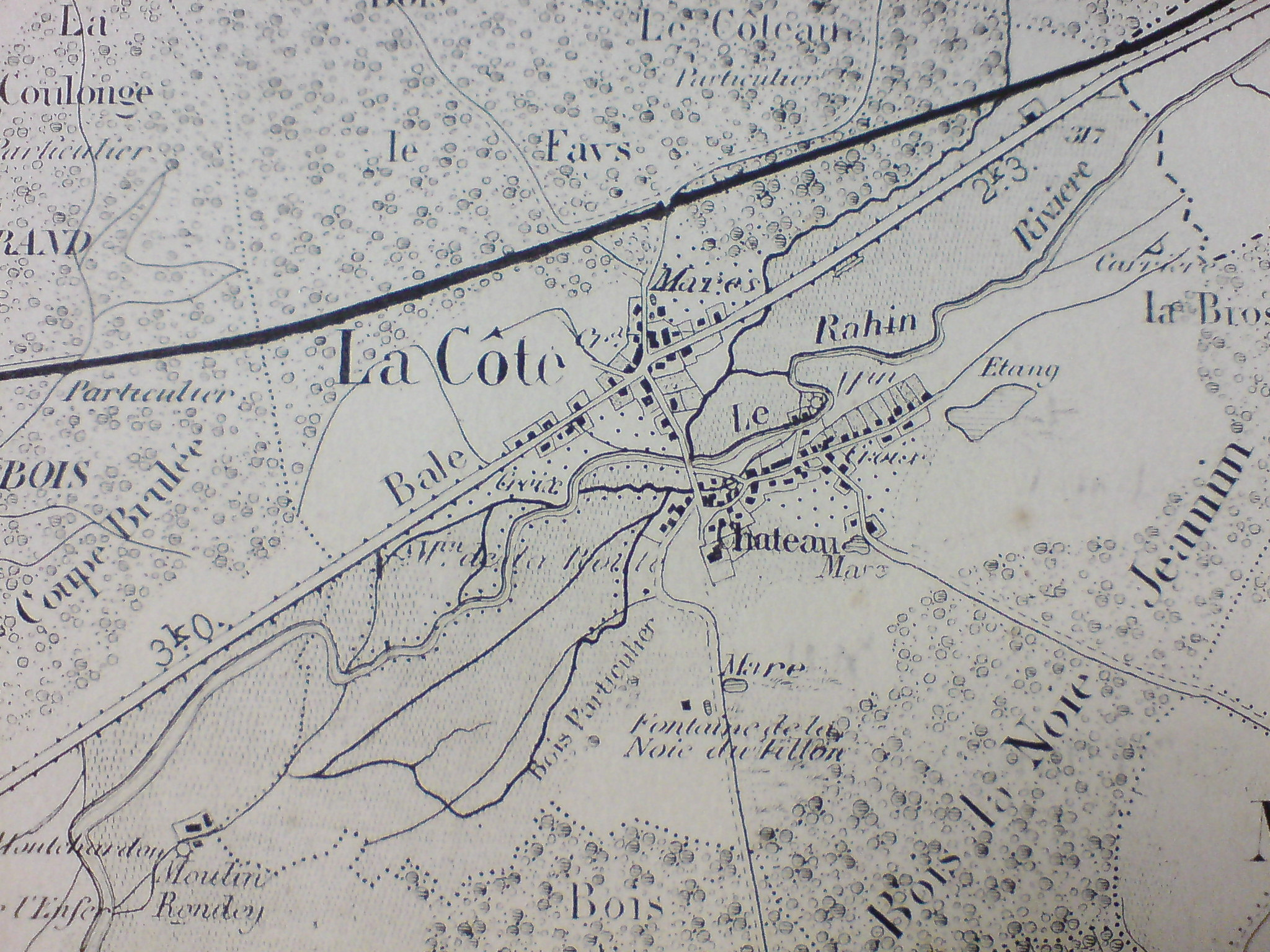
La Côte sur un atlas communal de la Haute-Saône, en 1858.

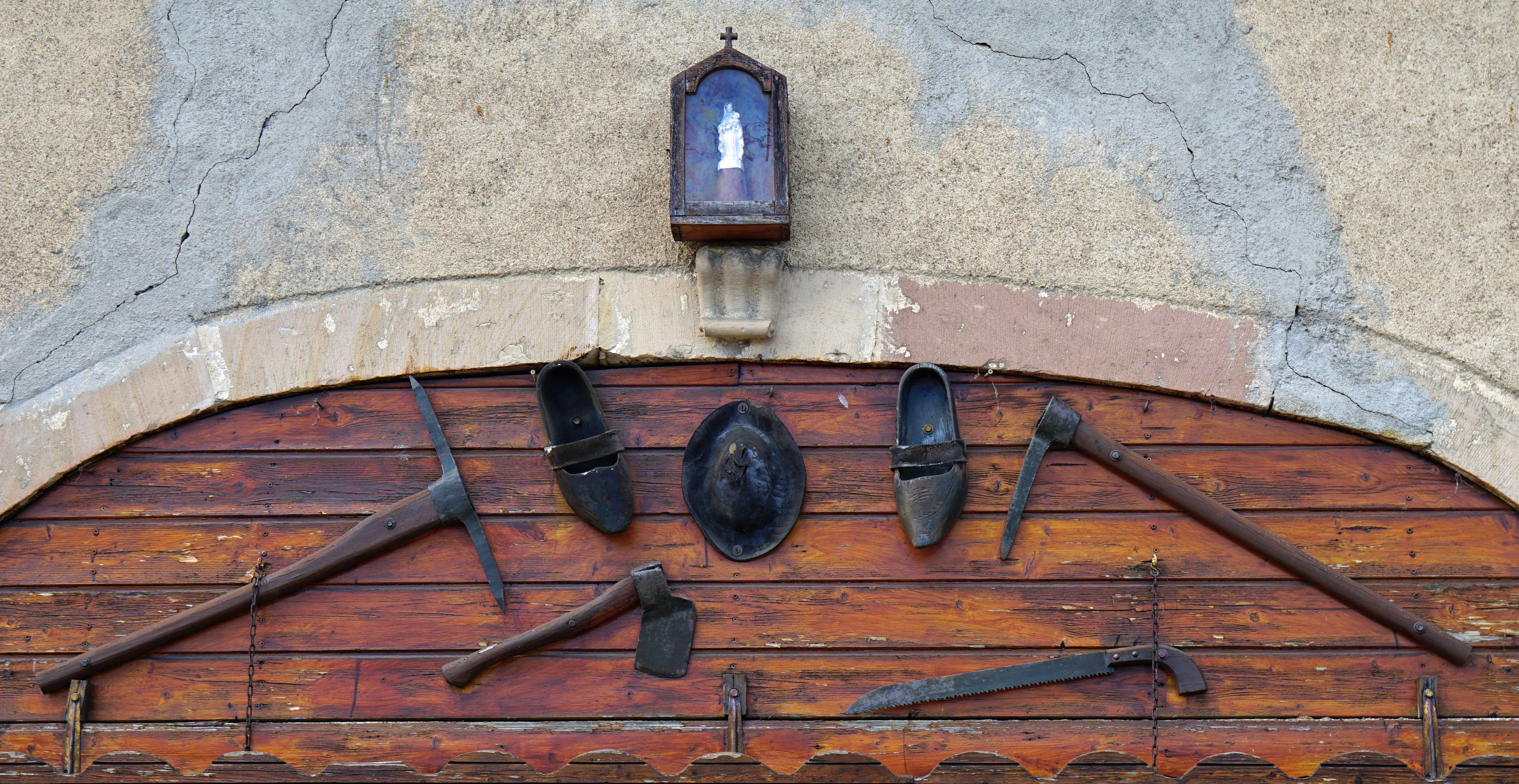
Outillage de mineur et statue de la Vierge sur une ancienne ferme du village.

Costa en 1187 est devenu La Coste en 1273. Le nom vient du mot -coste- en ancien français issu lui-même du latin costa. On peut traduire en français courant ces deux mots par colline, ce qui est vérifié géographiquement.

## Histoire
Au XIXe siècle, dans la forêt communale était extraite de la tourbe. Le village, qui fait partie de la paroisse de Roye est alors connu pour sa production de pomme de terre et son kirsh de qualité issu de variétés rares de cerises.
Le village compte de nombreux mineurs travaillant aux houillères de Ronchamp entre le XIXe siècle et le XXe siècle. Il fait alors partie du territoire du bassin minier. Les mineurs du village travaillent essentiellement au puits Arthur-de-Buyer et au puits du Magny. Le nombre de mineurs devient important à partir du XXe siècle, la commune en compte 35 en 1931 puis une quarantaine jusqu’en 1950,.
L'aérodrome de Lure - Malbouhans (qui empiète sur le territoire communal) a servi entre les années 1950 et 1998 (guerre froide) d'annexe de désserrement de la BA 116 Luxeuil-Saint-Sauveur.

## Politique et administration

### Rattachements administratifs et électoraux

Carte départementale représentant en rouge la communauté de communes du Pays de Lure.

La commune fait partie de l'arrondissement de Lure du département de la Haute-Saône. Pour l'élection des députés, elle fait partie de la deuxième circonscription de la Haute-Saône.
Elle faisait partie de 1801 à 1985 du canton de Lure. Celui-ci a été scindé par le décret du 31 janvier 1985 et la commune rattachée au canton de Lure-Nord. Dans le cadre du redécoupage cantonal de 2014 en France, la commune fait désormais partie du canton de Lure-2.
La commune de La Côte fait  partie du ressort du tribunal de proximité, du conseil de prud'hommes et du tribunal paritaire des baux ruraux de Lure, du tribunal judiciaire, du tribunal de commerce et de la cour d'assises de Vesoul et de la cour d'appel de Besançon.
Dans l'ordre administratif, elle relève du tribunal administratif de Besançon et de la cour administrative d'appel de Nancy,

### Intercommunalité
Le village fait partie depuis 2003 de la communauté de communes du Pays de Lure, intercommunalité créée en 1998.

### Liste des maires

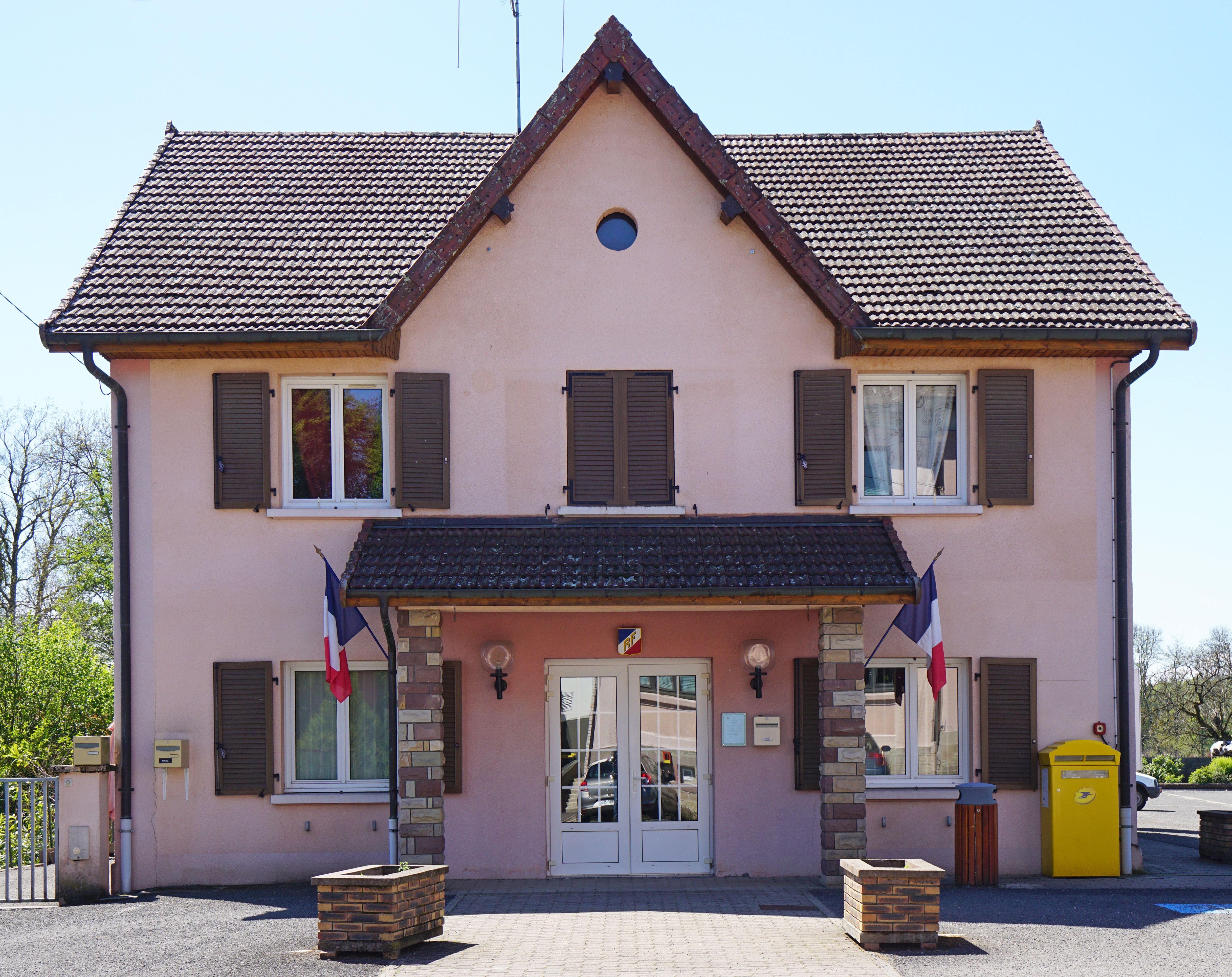
La Mairie.

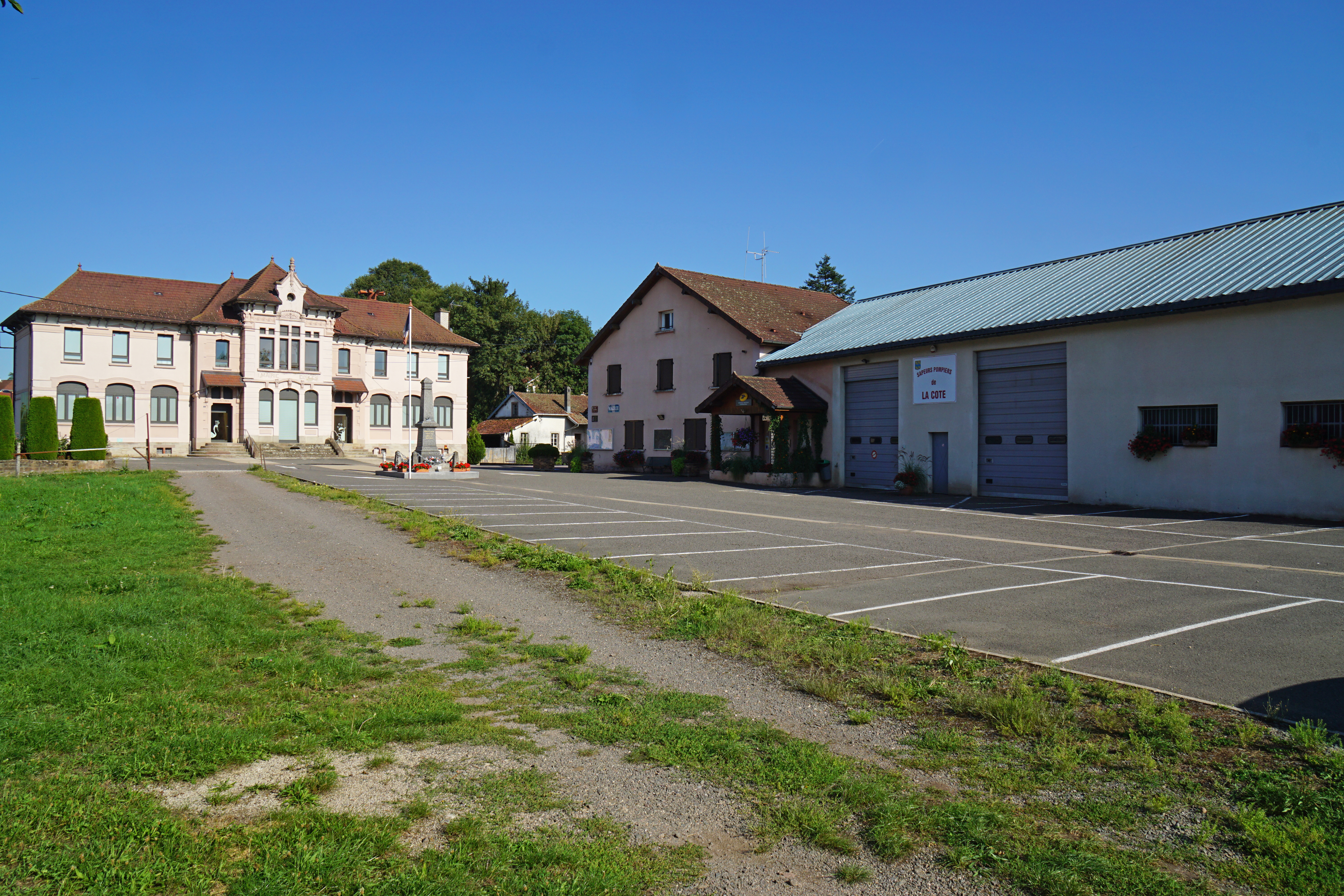
La place de la Mairie.

| Période      | Période   | Identité          | Étiquette    | Qualité |
| ------------ | --------- | ----------------- | ------------ | --- |
| 1938         | 1959      | Maurice Georges   | RPF puis ARS | Industriel filateur à Lure Député de la Haute-Saône (1951 → 1958) Conseiller général de Lure (1947 → 1969) Président du Conseil général (1953 → 1955) |
| 1959         | 1994      | Léon Simonin      |              | Décédé en fonction |
| juillet 1994 | mars 2014 | Michel Vergnory,  | UMP          | |
| mars 2014    |           | Robert Vuillemard | SE           | |

## Population et société

### Évolutions démographiques
L'évolution du nombre d'habitants est connue à travers les recensements de la population effectués dans la commune depuis 1793. Pour les communes de moins de 10 000 habitants, une enquête de recensement portant sur toute la population est réalisée tous les cinq ans, les populations de référence des années intermédiaires étant quant à elles estimées par interpolation ou extrapolation. Pour la commune, le premier recensement exhaustif entrant dans le cadre du nouveau dispositif a été réalisé en 2006.

En 2022, la commune comptait 526 habitants, en évolution de +1,54 % par rapport à 2016 (Haute-Saône : −1,4 %, France hors Mayotte : +2,11 %).
| 1793 | 1800 | 1806 | 1821 | 1831 | 1836 | 1841 | 1846 | 1851 |
| ---- | ---- | ---- | ---- | ---- | ---- | ---- | ---- | ---- |
| 231  | 281  | 342  | 362  | 445  | 432  | 489  | 492  | 469  |

| 1856 | 1861 | 1866 | 1872 | 1876 | 1881 | 1886 | 1891 | 1896 |
| ---- | ---- | ---- | ---- | ---- | ---- | ---- | ---- | ---- |
| 442  | 440  | 437  | 433  | 438  | 412  | 395  | 432  | 432  |

| 1901 | 1906 | 1911 | 1921 | 1926 | 1931 | 1936 | 1946 | 1954 |
| ---- | ---- | ---- | ---- | ---- | ---- | ---- | ---- | ---- |
| 441  | 500  | 496  | 515  | 545  | 544  | 556  | 503  | 492  |

| 1962 | 1968 | 1975 | 1982 | 1990 | 1999 | 2006 | 2011 | 2016 |
| ---- | ---- | ---- | ---- | ---- | ---- | ---- | ---- | ---- |
| 547  | 509  | 517  | 517  | 468  | 476  | 502  | 524  | 518  |

| 2021 | 2022 | - | - | - | - | - | - | - |
| ---- | ---- | - | - | - | - | - | - | - |
| 526  | 526  | - | - | - | - | - | - | - |

### Culte
Le village dispose d'une église catholique.

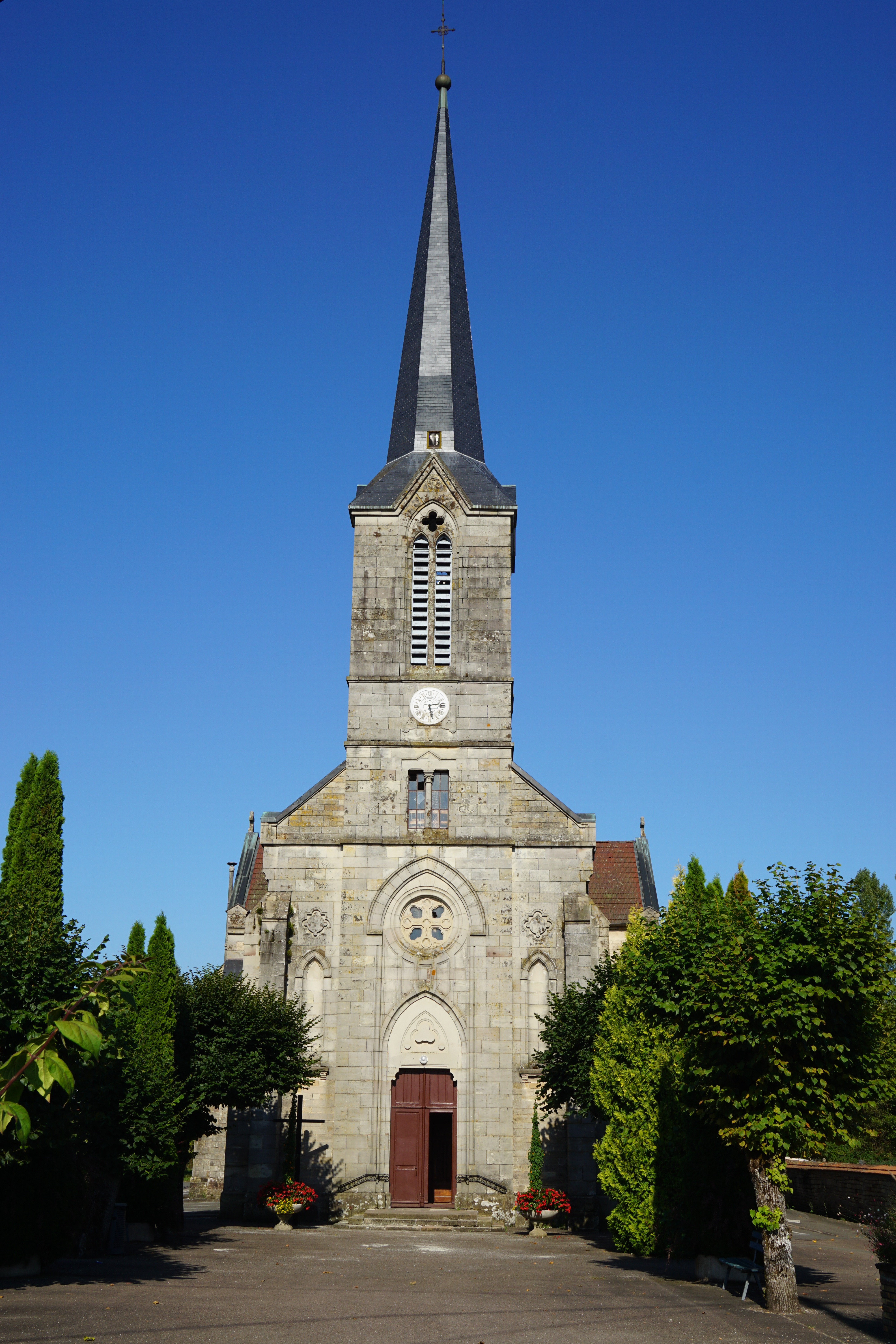
L'église.

Concernant d'autres religions, les lieux de cultes les plus proches sont les temples de Magny-Danigon et Clairegoutte pour les protestants, la synagogue de Belfort pour les juifs et la mosquée de Lure pour les musulmans.

### Sport
Le village est équipé d'un terrain de sport.

### Enseignement
La commune dispose d'une école primaire, le pôle éducatif « Les amis de l'école ». Pour les écoles supérieures, il faut aller dans d'autres villes, comme Lure.

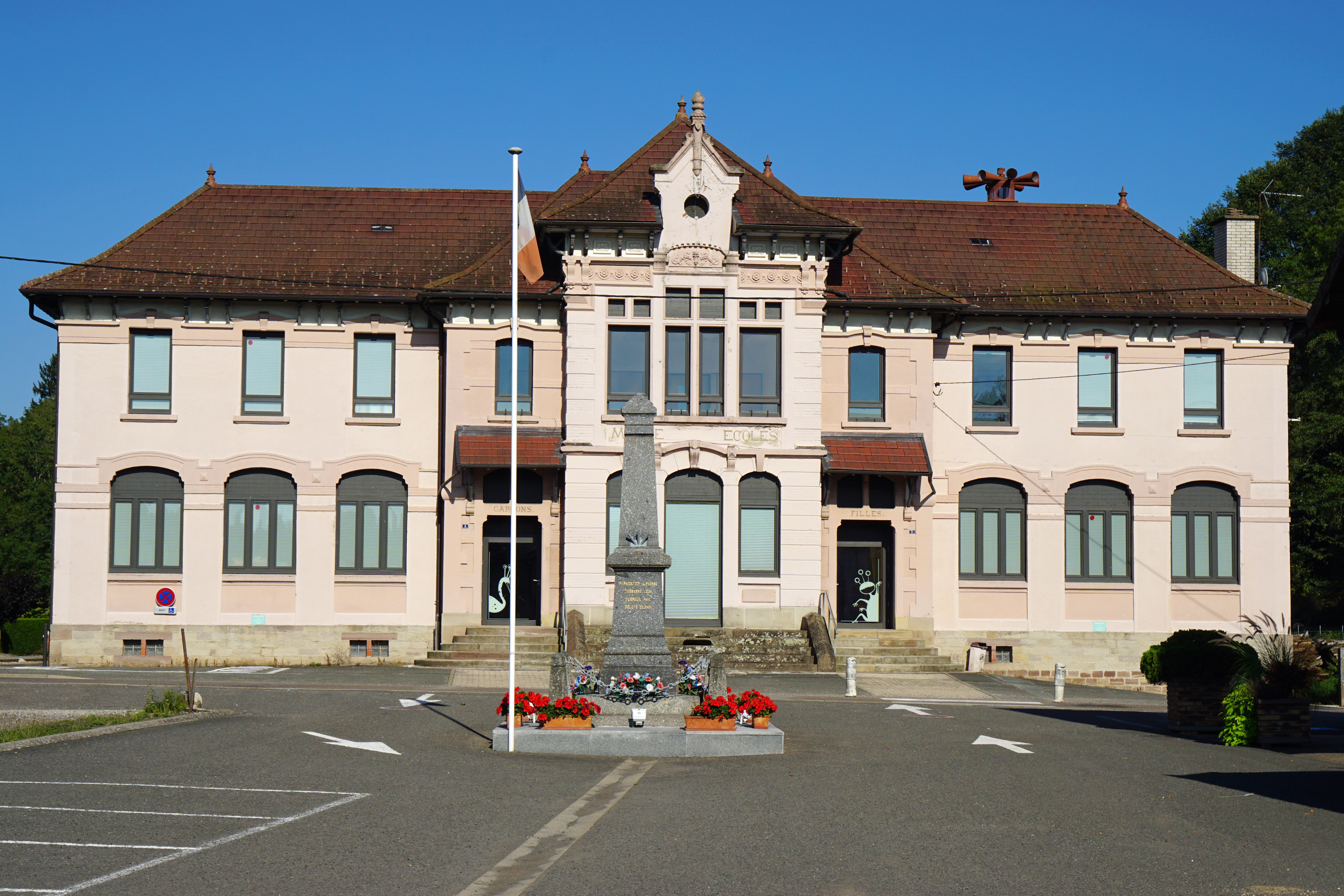
Partie ancienne.
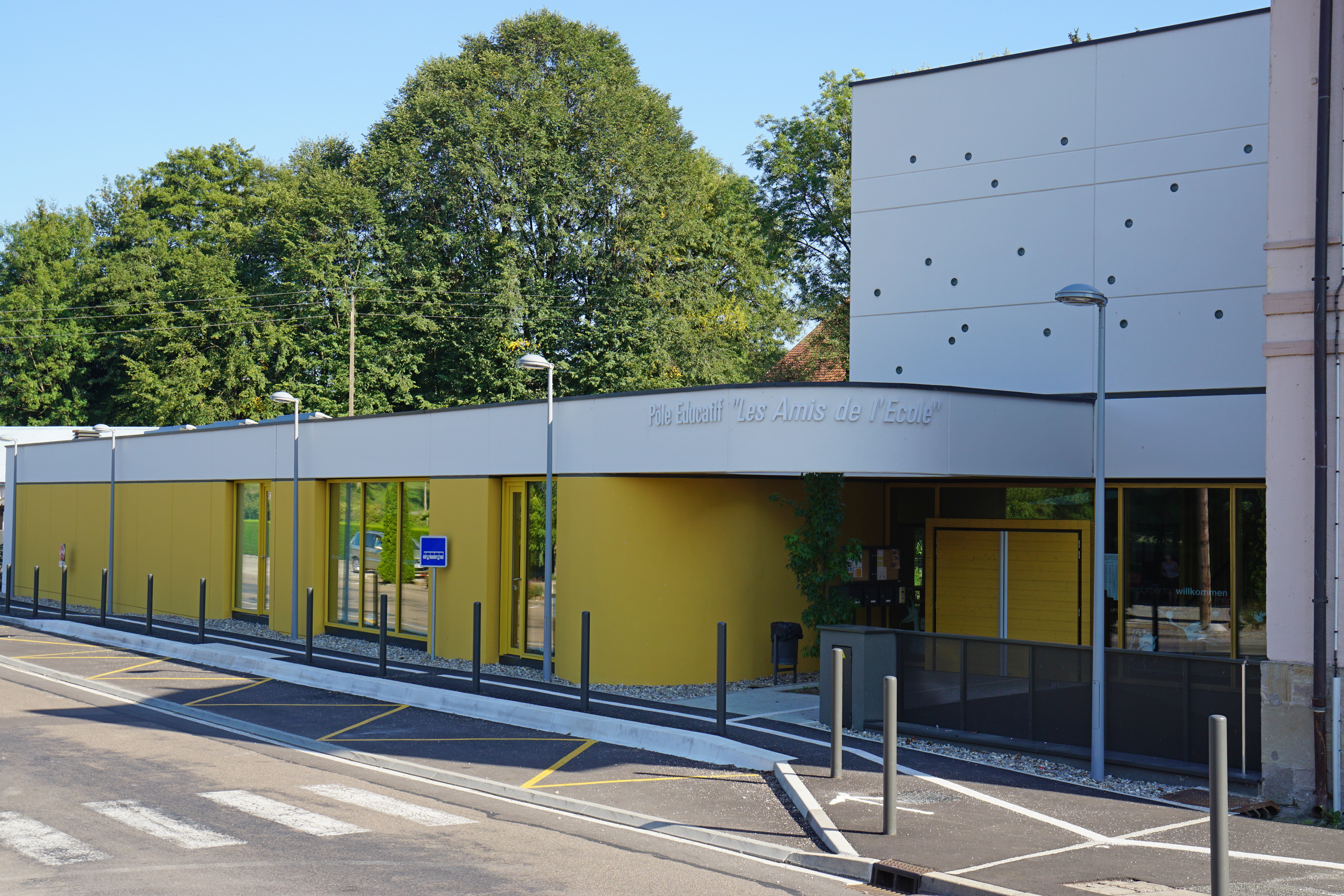
Partie nouvelle.

### Santé
L'hôpital le plus proche étant celui de Lure, de plus en plus désinvesti par les services publics au profit de celui de Vesoul. Par ailleurs, ces hôpitaux fusionnent en 2017 au profit de la nouvelle infrastructure commune du centre hospitalier de Belfort-Montbéliard, située à mi-chemin entre les deux villes, à Trévenans.

### Services
La commune dispose d'un bureau de poste, d'une caserne de pompiers et d'une salle des fêtes. Quelques pompiers existent dans le village, et vendent leurs calendriers. Aucun poste de gendarmerie n'est implanté dans le village. L'accès internet est arrivé bien tard dans la commune ; il a fallu attendre l'arrivée qu'une antenne Wi-Fi soit édifié pour bénéficier du web. Divers réunions et autres prestations ont régulièrement lieu, comme les réunions d'anciens combattants.
Les autres services publics sont disponibles à Lure, où l'on trouve notamment la sous-préfecture, les services sociaux locaux du conseil départemental et une de ses antennes techniques routières, Pôle emploi, EDF, les services fiscaux et cadastraux et un tribunal d'instance.

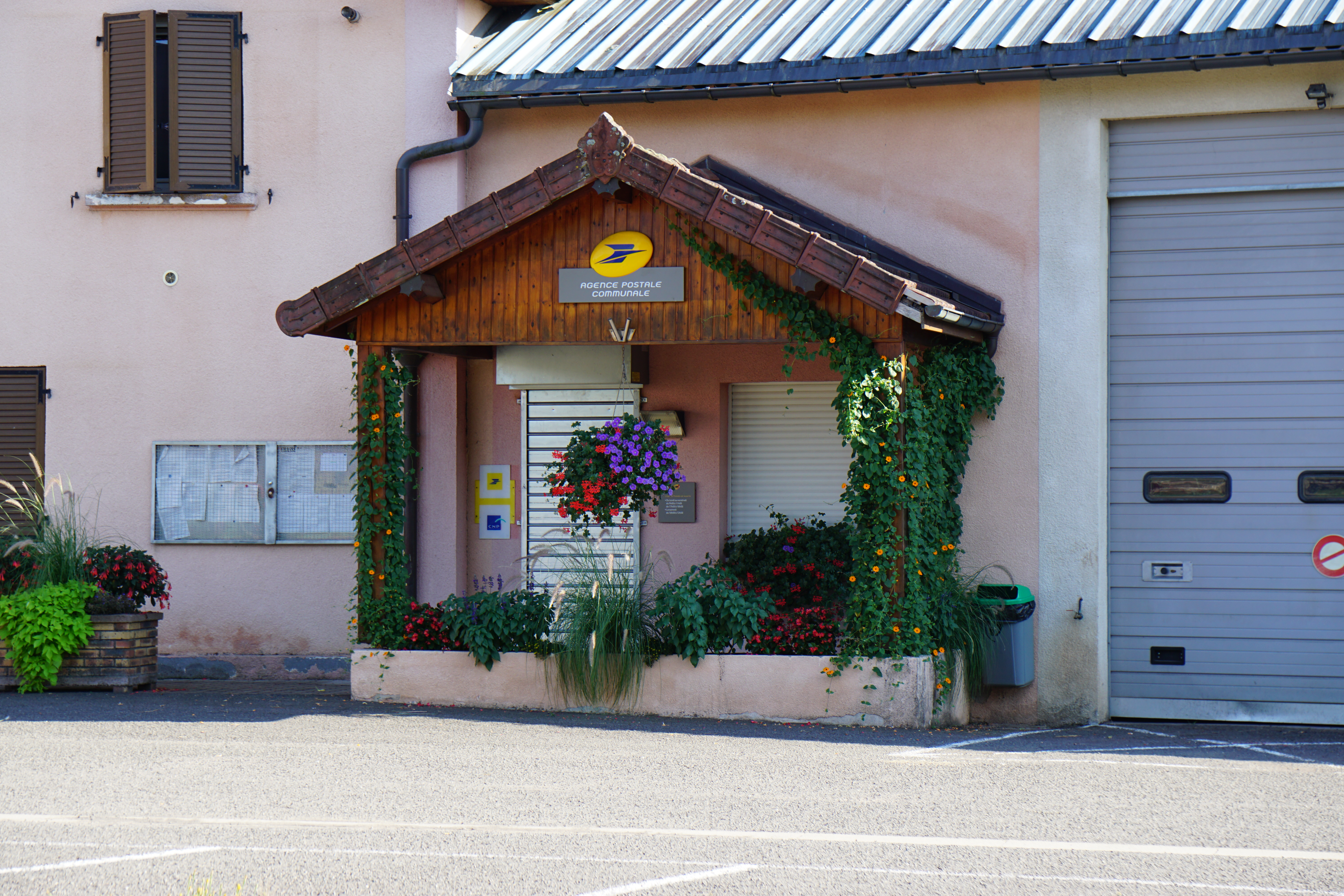
Le bureau de poste.
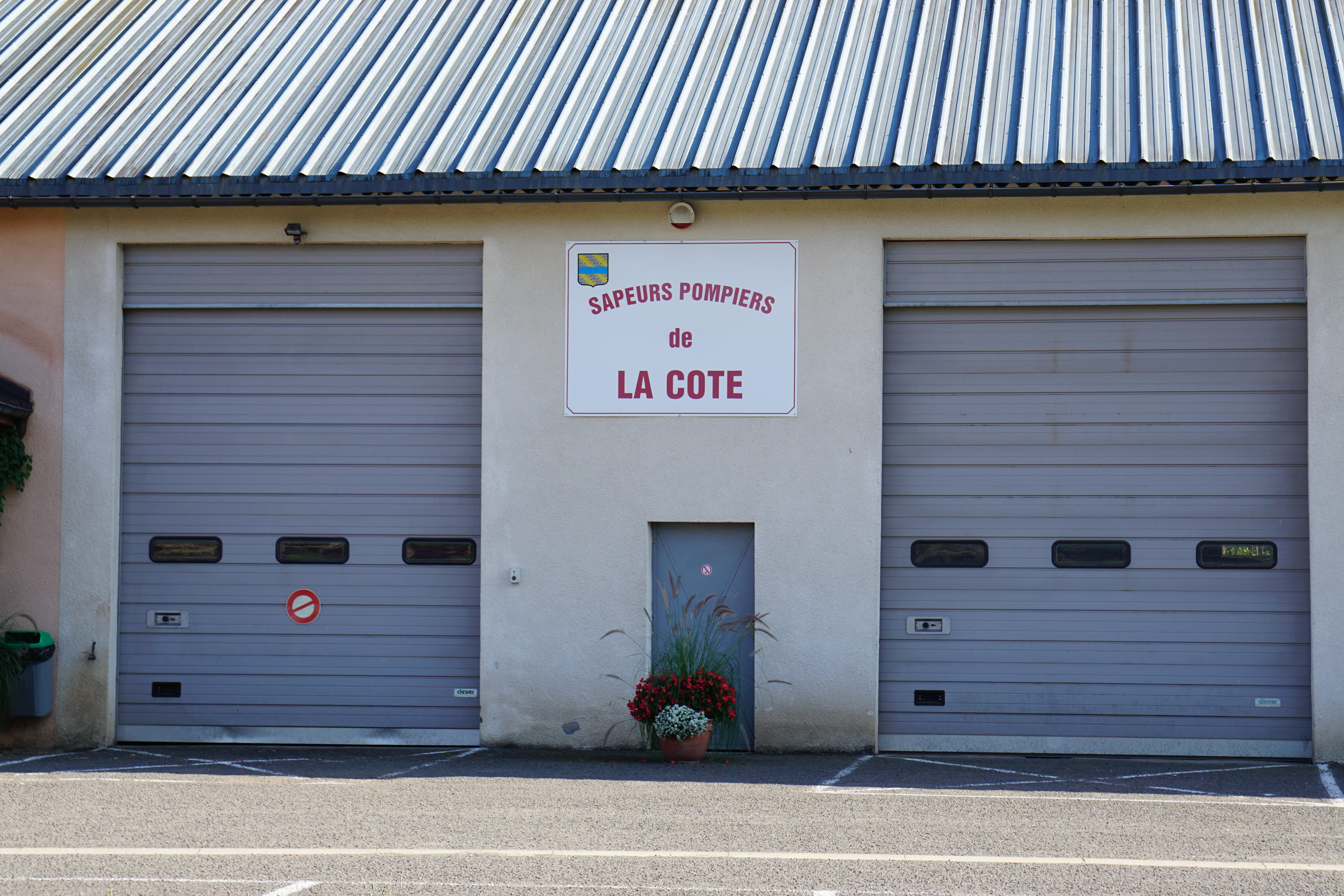
Le hangar des pompiers.
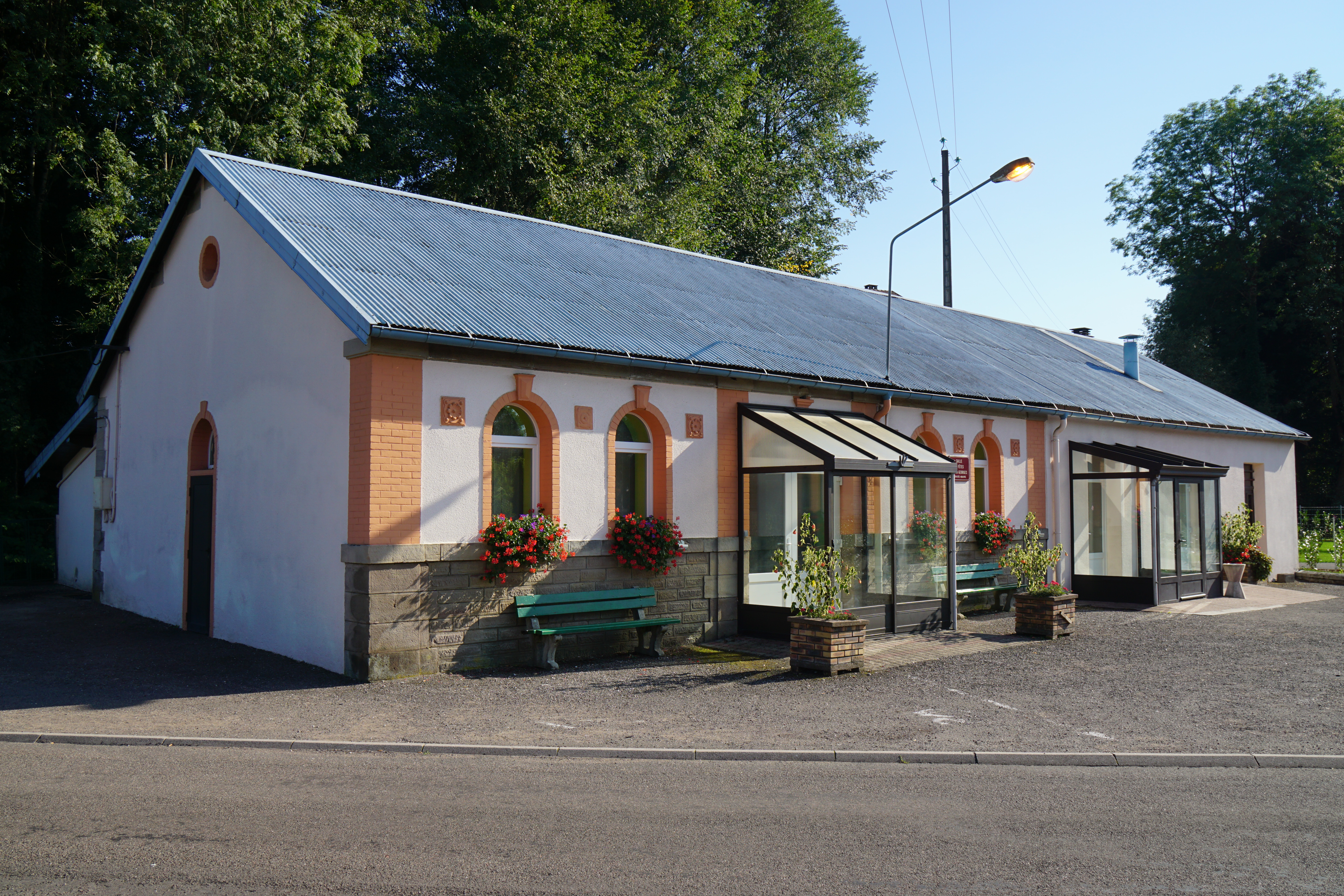
La salle des fêtes.

## Économie

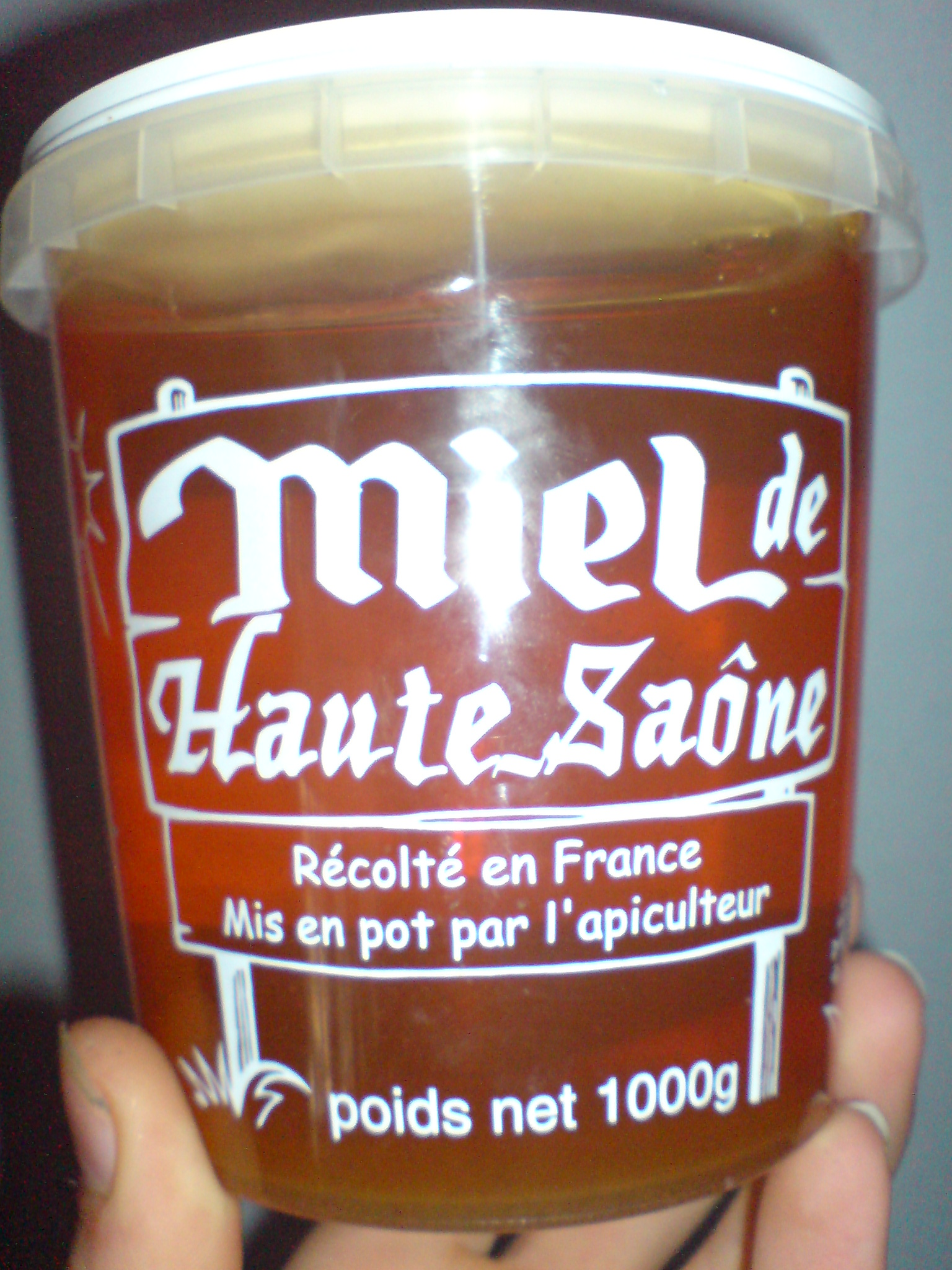
Du miel est produit à La Côte.

### Secteur primaire
La commune est entourée par d'importantes ressources forestières exploitées. Le bois est abattu dans les forêts aux alentours. L'automne, la chasse est pratiquée de manière importante par les amateurs. Bien que quelques étangs existent, la pêche n'y est que pur loisir. Dans les pâtures, il y a quelquefois des chevaux. À l'extrémité du village, du côté de Palante, on cultive tantôt du maïs, tantôt du blé.

### Industrie
La Côte possède un petit secteur industriel où sont présentes plusieurs firmes, notamment Val Métal, Val Air, Val Usinage, Plastigond. Knauf Fibres est la plus grande installation du village, elle fabrique des dalles de plafond et des panneaux isolants à base de laine de bois. L'usine ne se situe pas dans la zone industrielle.
La commune accueille également le constructeur Valmetal, leader français des balayeuses-laveuses de voirie.

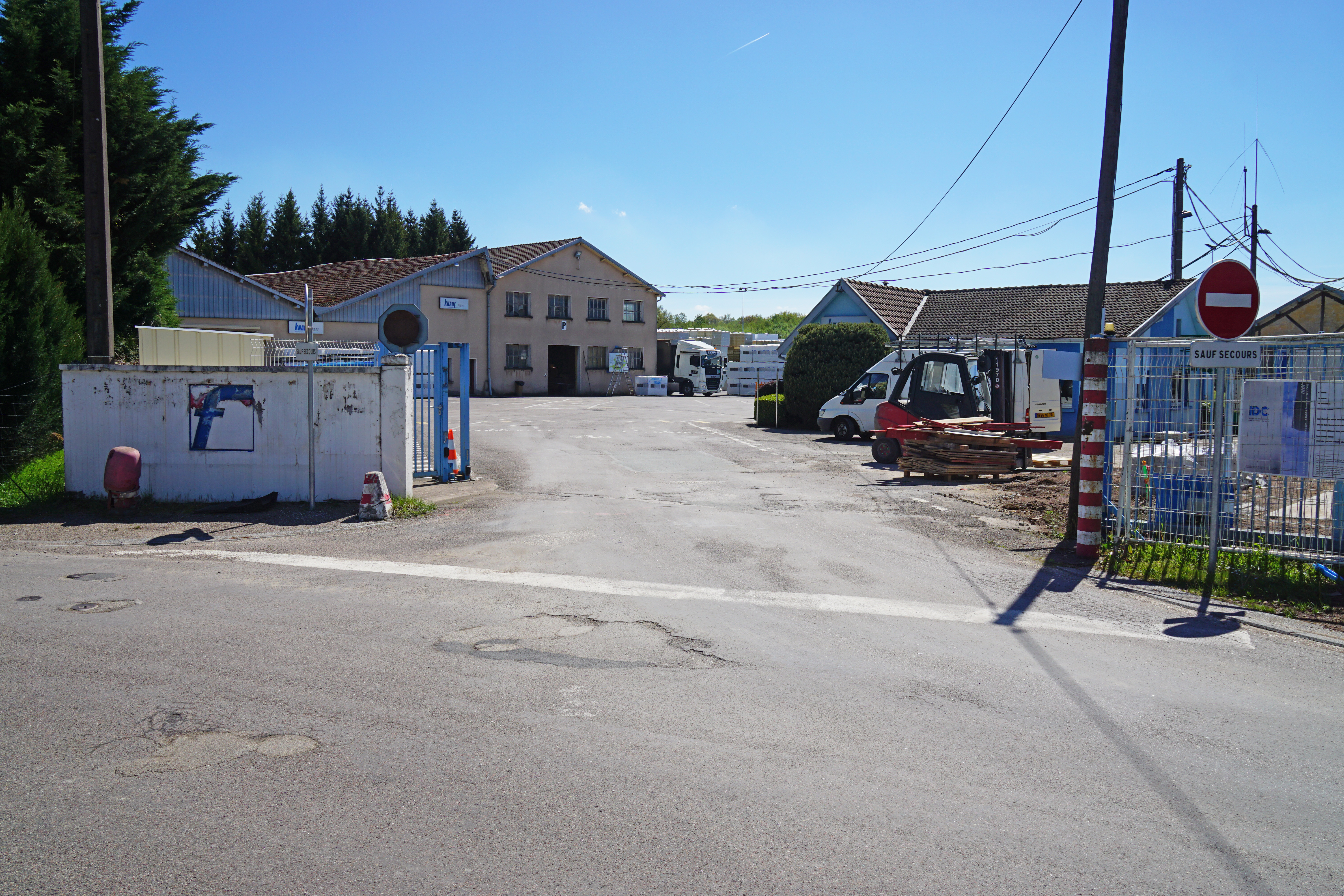
L'usine Knauf Fibres.
Nouveau bâtiment administratif de l'usine.

### Commerces
La Côte ne possède aucune grande surface. Cependant, on peut y trouver boulangerie, boucherie et brocanteur. Pour faire des achats, il est nécessaire de se rendre dans les imposantes zones commerciales de Lure. Une fois par an, le village organise un vide-greniers près de la Poste.

## Culture et patrimoine

### Lieux et monuments
- L'école ;
- l'église ;
- le monument aux morts ;
- la place de la Mairie ;

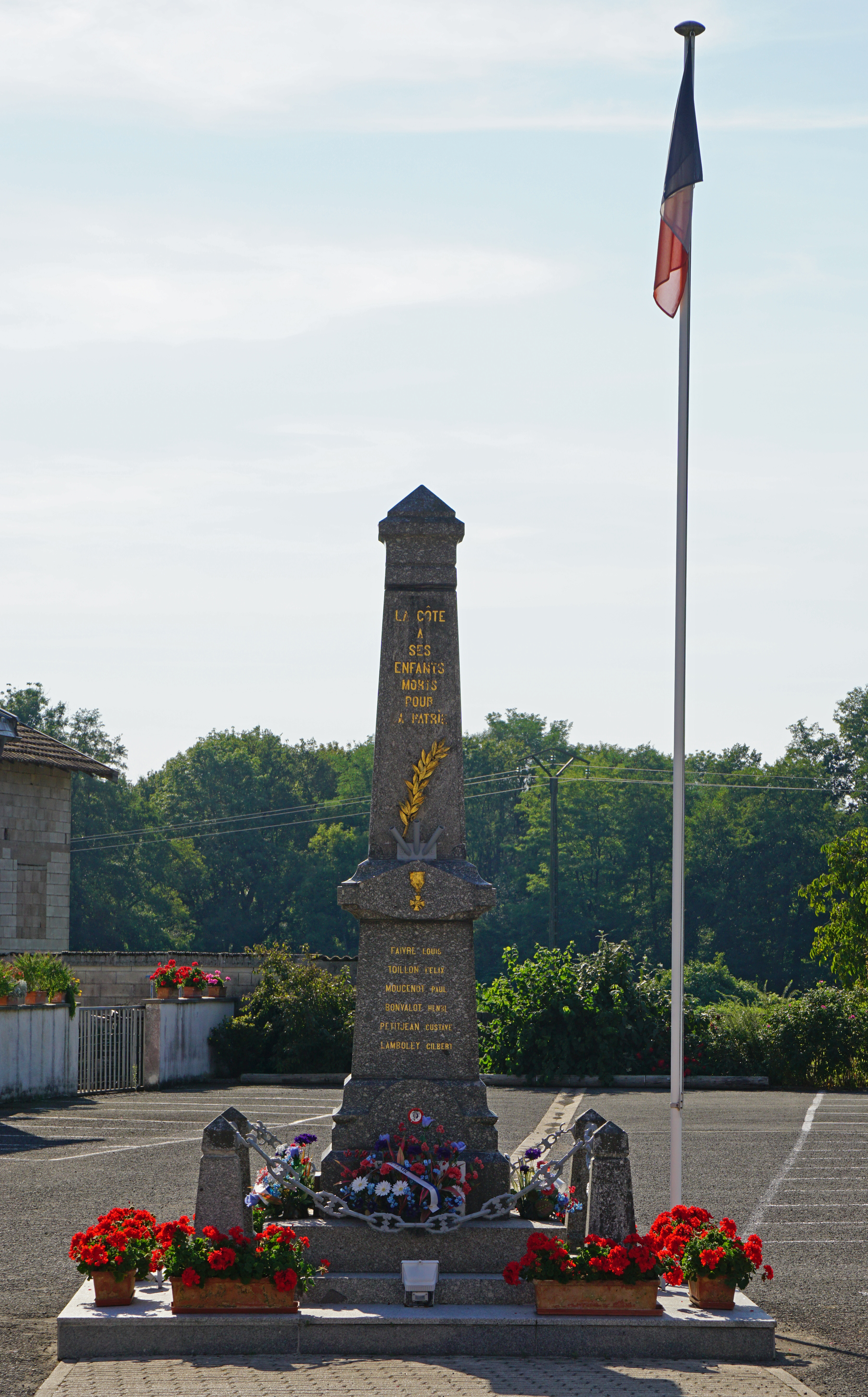
Le monument aux morts.

- l'aérodrome de Malbouhans, situé au nord-ouest du territoire communal.
- L'ancienne gare des chemins de fer vicinaux de la Haute-Saône[42].

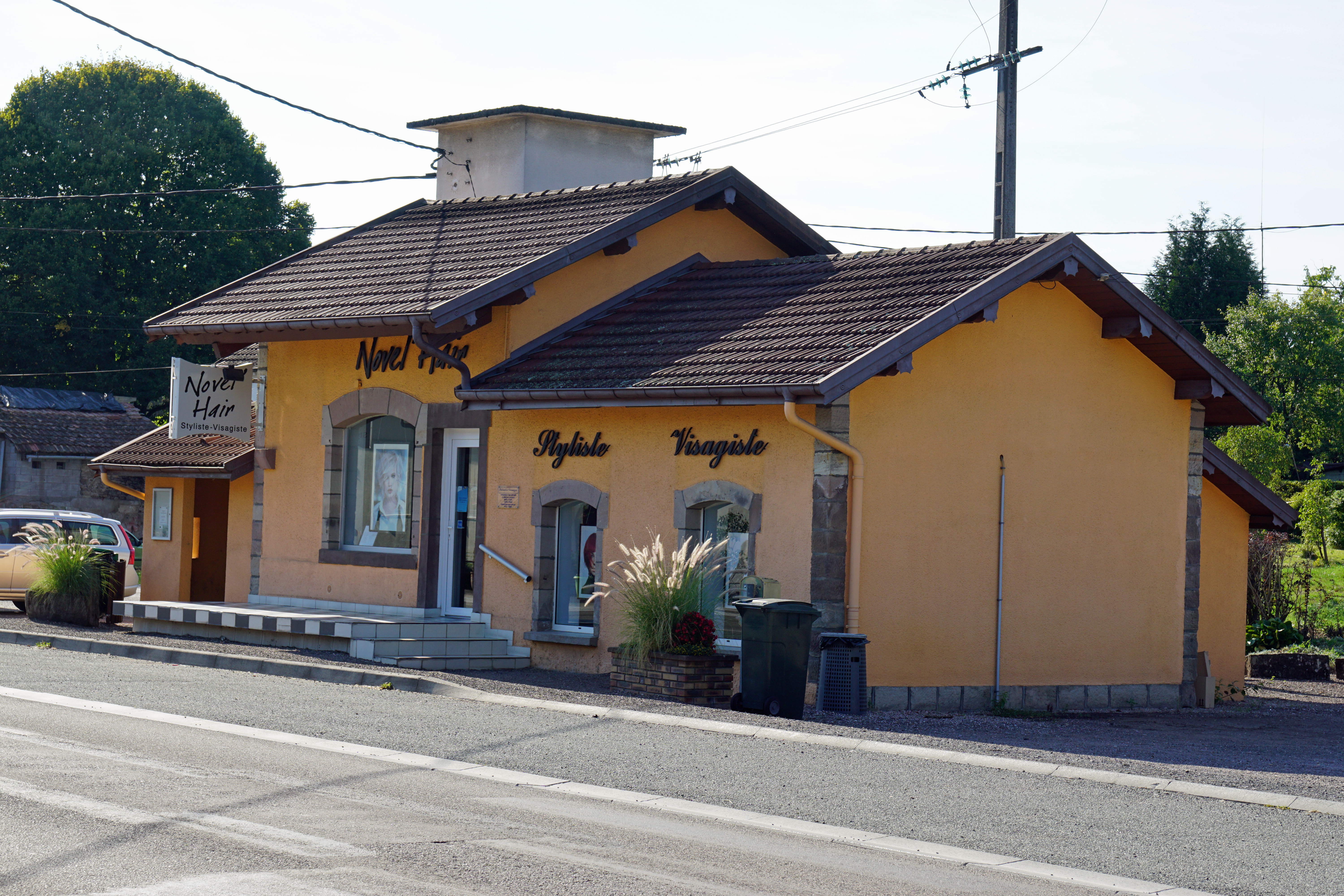
L'ancienne gare.

### Héraldique
|  | Les armes de La Côte se blasonnent ainsi : De sable aux trois bandes bretessées d'or à la fasce d'azur brochante. Sa devise est : |